# Metil-antranilát
A metil-antranilát, más néven metil-2-amino-benzoát vagy karbometoxianilin az antranilsav egyik észtere, képlete C8H9NO2. Gyümölcsös szőlőillattal rendelkezik, és egyik leggyakoribb felhasználása ízesítőanyagként történik.

## Tulajdonságai
Tiszta vagy halványsárga folyadék, amelynek olvadáspontja 24 °C, forráspontja 256 °C. Sűrűsége 20 °C-on 1,168 g/cm3, törésmutatója 1,583 (589 nm-es hullámhosszon). Világoskék-ibolya színnel fluoreszkál UV-A fény alatt. Nagyon kevéssé oldódik vízben, oldódik etanolban és propilén-glikolban. Paraffinolajban oldhatatlan. Éghető, lobbanáspontja 104 °C. Teljes töménységében gyümölcsös szőlőillatú; 25 ppm-nél édes, gyümölcsös, Concord szőlővel azonos illata dohos és bogyós árnyalattal rendelkezik.

## Felhasználása
A metil-antranilát madárriasztó hatású. Élelmiszeripari szintű anyag, és felhasználható kukorica, napraforgó, rizs, gyümölcs és golfpályák védelmére. A dimetil-antranilát (DMA) hasonló hatású. A Kool-Aid italpor szőlő ízéhez is használják. Alkalmazzák továbbá cukorka, üdítők (pl. szőlőitalok, Aloe vera üdítők), gyümölcsök (pl. Grāpple), rágógumi, gyógyszerek és nikotintartalmú termékek ízesítésére.
A metil-antranilát mind a különféle természetes illóolajok összetevőjeként, mind szintetikus aromaanyagként széles körben használatos a modern illatszerekben. Aldehidekkel reagáltatva Schiff-bázisok előállítására is használják, amelyek közül sokat az illatszeriparban is felhasználnak. Az illatszeriparban a legelterjedtebb Schiff-bázis aurantiol néven ismert, amelyet metil-antranilát és hidroxicitronellal kombinálásával állítanak elő.

## Természetes előfordulása
A metil-antranilát természetesen előfordul a Concord szőlőben és a Vitis labrusca szőlő leszármazottjaiban és hibridjeiben, valamint a bergamott, fehér akác, champak, gardénia, jázmin, citrom, mandarin, neroli, narancs, ruta, eper, tubarózsa, lilaakác, galangál és ylang ylang növényekben. Ezen kívül az esszenciális almaíz elsődleges alkotóeleme az etil-acetáttal és az etil-butiráttal együtt.

## Fordítás
Ez a szócikk részben vagy egészben  a   Methyl anthranilate című angol Wikipédia-szócikk ezen változatának fordításán alapul.  Az eredeti cikk szerkesztőit annak laptörténete sorolja fel. Ez a jelzés csupán a megfogalmazás eredetét és a szerzői jogokat jelzi, nem szolgál a cikkben szereplő információk forrásmegjelöléseként.